# Barras (Piauí)
Pour les articles homonymes, voir Barras.
Barras est une ville brésilienne du nord de l'État du Piauí. Sa population était estimée à 42 903 habitants en 2006. La municipalité s'étend sur 1 722 km2.

## Maires
| Période | Période | Identité      | Étiquette | Qualité |
| ------- | ------- | ------------- | --------- | ------- |
| 2009    | 2012    | Chico Marques | PMDB      |         |